# Тимофеевка (Золочевский район)
Тимофе́евка (укр. Тимофіївка), поселок, Александровский сельский совет, Золочевский район, Харьковская область.
Код КОАТУУ — 6322680504. Население по переписи 2001 года составляет 235 (114/121 м/ж) человек.

## Географическое положение
Посёлок Тимофеевка находится в верховьях Клиновой балки на её левом берегу в 2,5 км от реки Гайворонка (её левого берега); в 2-х км ниже по течению ручья расположено село Александровка.
Рядом протекает Тимофеевский ручей (бывшая малая река Кленовка) с длинным озером (Сахарный ставок).
Возле села проходит автомобильная дорога Т-2103.
К селу примыкает небольшой лесной массив урочище Густое.
Не следует путать с близрасположенным западнее одноимённым селом Тимофеевкой Богодуховского района.

## История
- Дата основания «1700 год» для всех сёл, входивших Александровский сельский совет: Завадское, Скорики, Тимофеевка и Широкий Яр, взята со старого сайта Верховной Рады и является неверной. Это возможная дата основания Кленово-Новосёловки (Александровки).
- После 1700 — дата основания хутора Ботовский[1] на малой реке Клиновке.

## Экономика
- Пограничный пункт «Тимофеевка», через который ходит автобус Харьков — Грайворон.